# ويليام وايت (سياسي أمريكي)
ويليام وايت (بالإنجليزية: William White)‏ هو سياسي أمريكي، ولد في 1762، وتوفي في 1811. انتخب عضو مجلس ولاية كارولاينا الشمالية وانتخب عضو مجلس نواب كارولينا الشمالية.